# معركة كوريدون
كانت معركة كوريدون معركة صغيرة وقعت في 9 يوليو 1863 ، جنوب كوريدون مباشرة ، والتي كانت العاصمة الأصلية لولاية إنديانا حتى عام 1825 ، وكانت مقر مقاطعة هاريسون. وقع الهجوم خلال غارة مورغان في الحرب الأهلية الأمريكية حيث غزت قوة قوامها 2500 من سلاح الفرسان الشمال لدعم حملة تولاهوما. كانت المعركة الوحيدة في الحرب الأهلية التي وقعت في ولاية إنديانا ، ولم تحدث أي معركة داخل ولاية إنديانا منذ ذلك الحين.